# Chelidonichthys cuculus
Il capone coccio (Chelidonichthys cuculus) è un pesce di mare appartenente alla famiglia Triglidae. Il nome commerciale è gallinella o cappone.

## Distribuzione e habitat
Il suo areale comprende, oltre a mar Mediterraneo e mar Nero, l'oceano Atlantico a nord fino a Danimarca e Svezia.
Vive su fondi sabbiosi fino a 300 metri di profondità e in estate si avvicina molto alla riva.

## Descrizione
L'occhio è abbastanza grande (ma meno che in Trigla lyra) e anche la testa è piuttosto massiccia con un corto rostro appiattito che rende il profilo della fronte concavo. Le pinne pettorali sono corte e di colore rossiccio. Sulla linea laterale sono presenti scudetti simili a quelli che ha il sugarello.
La colorazione è sempre sul rossastro o arancione.

## Alimentazione
Carnivora.

## Biologia
Simili a quelle degli altri caponi.

## Pesca
Con reti e lenze, sporadica. Le sue carni sono molto apprezzate per preparare la zuppa di pesce.